# Mars Matrix: Hyper Solid Shooting
Mars Matrix: Hyper Solid Shooting és videojoc d'arcade de shoot'emup vertical de scrolling, desenvolupat per Takumi en el 2000. El joc fou publicat per Capcom i fet funcionar en la placa CPS-2 d'. Mars Matrix fou després convertit per la Dreamcast en 2001. La versió arcade destaca per usar un monitor alineat horitzontalment (tal com Giga Wing), cosa que és considerada estranya en un shooter vertical.